# Charly Hilpert

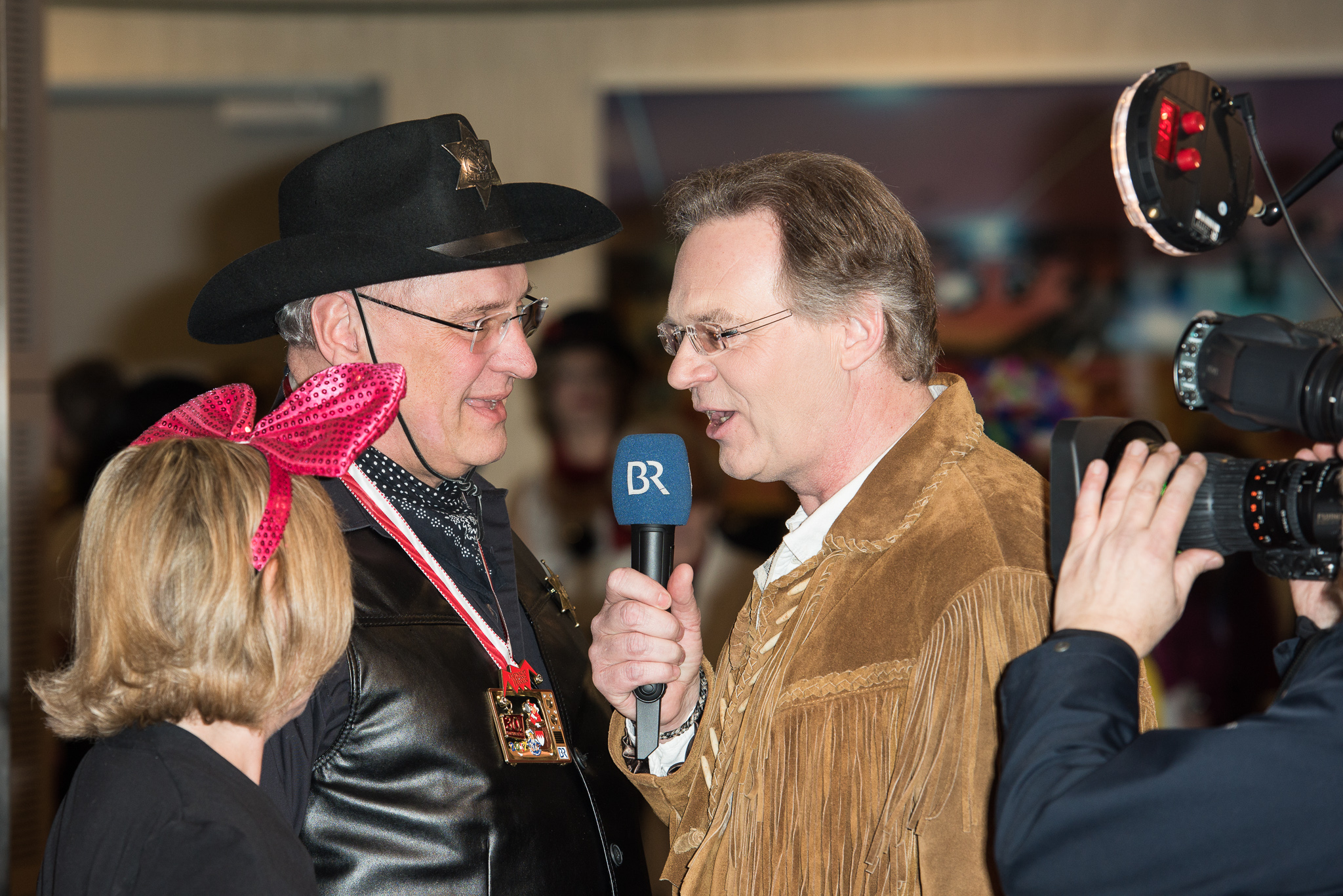
Charly Hilpert während der Berichterstattung zu Fastnacht in Franken mit Innenminister Joachim Herrmann

Karl W. Hilpert (* 23. Juni 1960 in Schweinfurt) ist ein deutscher Journalist, Hörfunk- und Fernsehmoderator.

## Tätigkeit als Journalist / Moderator
Hilpert absolvierte seinen Schulabschluss in seiner Heimatstadt Schweinfurt und studierte in Hessen, ehe er nach Franken zurückkehrte und durch Volontariate bei den Radio- und Fernsehsendern Primaton, Charivari 98.6 und TV 1 erste Erfahrungen im Journalismus sammelte.
Seine Karriere in der Medienbranche begann er als Reporter und Planungsredakteur im Regionalstudio des BR in Würzburg. Er moderierte unter anderem die Hörfunksendung „Mittags in Mainfranken“ auf Bayern 1. Da er in jungen Jahren selbst aktiv an Radrennen teilgenommen hatte, galt sein berufliches Interesse auch dem Sport. Der damalige Fernseh-Sportchef Eberhard Stanjek holte ihn in den 1990er-Jahren in die Sportredaktion des BR, wo er regelmäßig die Sendung Sport in Bayern moderiert, die er auch inhaltlich mitgestaltet. Er ist ebenfalls Moderator der Samstags-Ausgabe von Blickpunkt Sport. Lange Jahre kommentierte er zudem als Sportjournalist die Bayern-Rundfahrt für den Bayerischen Rundfunk. Außerdem ist er Autor längerer Filmprojekte wie beispielsweise „Tore, Titel, Tränen“ – ein Film über den deutschen Handball-Traditionsklub TV Großwallstadt.
Hilperts Interesse gilt auch der tagesaktuellen Berichterstattung. So war er ab 1994, dem Geburtsjahr des Formats Frankenschau aktuell, fester Bestandteil des Moderatorentrios. Im wöchentlichen Wechsel mit den Kolleginnen Karin Schubert und Julia Büchler präsentierte er von Montag bis Freitag im Studio Franken das Neueste aus den Regionen. Im Juli 2025 moderierte er seine letzte Sendung und ging in den Ruhestand.
Für die Sendeformate Rundschau und Abendschau erstellte er regelmäßig Beiträge, die er häufig auch moderierte, wie zum Beispiel im Rahmen der Gesamtausgaben mit den Moderatoren aus München und den Sonderspecials, wie dem Challenge Roth.
In diesem Zusammenhang hat auch die BR-Aktion „3 Engel für Charly“ große Bekanntheit erlangt. Hier wurden jährlich drei Frauen ausgewählt, welche als BR-Franken-Staffel den Triathlon Challenge Roth bestreiten. Zusätzlich zu der medialen Betreuung übernahm Hilpert in den Wochen und Monaten vor dem Event auch die Rolle des Teamchefs und stand den Frauen während des Trainings beratend zur Seite.

## Privates
Seine Freizeit verbringt Charly Hilpert mit sportlichen Aktivitäten wie Rad- und Motorradfahren. Zudem ist der Moderator passionierter Reiter – ein Hobby, das er mit Tochter Jasmin teilt. Im Rahmen der Förderung junger Radsporttalente engagiert er sich seit 2018 ehrenamtlich beim Radteam Herrmann aus Baiersdorf. Er lebt mit seiner Ehefrau im Landkreis Fürth.